# НБА в сезоні 1971–1972
Сезон НБА 1971–1972 був 26-им сезоном в Національній баскетбольній асоціації. Переможцями сезону стали «Лос-Анджелес Лейкерс», які здолали у фінальній серії «Нью-Йорк Нікс».

## Регламент змагання
Участь у сезоні брали 17 команд, розподілених між двома конференціями — Східною і Західною, кожна з яких у свою чергу складалася з двох дивізіонів.
По ходу регулярного сезону кожна з команд-учасниць провела по 82 гри.
Чемпіони кожної з конференцій, що визначалися на стадії плей-оф, для визначення чемпіона НБА зустрічалися між собою у Фіналі, що складався із серії ігор до чотирьох перемог.

## Регулярний сезон

### Підсумкові таблиці за дивізіонами
| Атлантичний                   | В  | П  | %П   | Відст | Дом   | Гост  | Нейтр | Див  |
| ----------------------------- | -- | -- | ---- | ----- | ----- | ----- | ----- | ---- |
| y-«Бостон Селтікс»            | 56 | 26 | .683 | –     | 32–9  | 21–16 | 3–1   | 15–3 |
| x-«Нью-Йорк Нікс»             | 48 | 34 | .585 | 8     | 27–14 | 20–19 | 1–1   | 11–7 |
| «Філадельфія Севенті-Сіксерс» | 30 | 52 | .366 | 26    | 14–23 | 14–26 | 2–3   | 6–12 |
| «Баффало Брейвз»              | 22 | 60 | .268 | 34    | 13–27 | 8–31  | 1–2   | 4–14 |

| Центральний          | В  | П  | %П   | Відст | Дом   | Гост  | Нейтр | Див  |
| -------------------- | -- | -- | ---- | ----- | ----- | ----- | ----- | ---- |
| y-«Балтимор Буллетс» | 38 | 44 | .463 | –     | 18–15 | 16–24 | 4–5   | 9–9  |
| x-«Атланта Гокс»     | 36 | 46 | .439 | 2     | 22–19 | 13–26 | 1–1   | 9–9  |
| «Цинциннаті Роялс»   | 30 | 52 | .366 | 8     | 20–18 | 8–32  | 2–2   | 11–9 |
| «Клівленд Кавальєрс» | 23 | 59 | .280 | 15    | 13–28 | 8–30  | 2–1   | 9–11 |

| Середньо-Західний | В  | П  | %П   | Відст | Дом   | Гост  | Нейтр | Див  |
| ----------------- | -- | -- | ---- | ----- | ----- | ----- | ----- | ---- |
| y-«Мілвокі Бакс»  | 63 | 19 | .768 | –     | 31–5  | 27–12 | 5–2   | 13–5 |
| x-«Чикаго Буллз»  | 57 | 25 | .695 | 6     | 29–12 | 26–12 | 2–1   | 12–6 |
| «Фінікс Санз»     | 49 | 33 | .598 | 14    | 30–11 | 19–20 | 0–2   | 7–11 |
| «Детройт Пістонс» | 26 | 56 | .317 | 37    | 16–25 | 9–30  | 1–1   | 4–14 |

| Тихоокеанський            | В  | П  | %П   | Відст | Дом   | Гост  | Нейтр | Див   |
| ------------------------- | -- | -- | ---- | ----- | ----- | ----- | ----- | ----- |
| y-«Лос-Анджелес Лейкерс»  | 69 | 13 | .841 | –     | 36–5  | 31–7  | 2–1   | 21–3  |
| x-«Голден-Стейт Ворріорс» | 51 | 31 | .622 | 18    | 27–8  | 21–20 | 3–3   | 14–10 |
| «Сіетл Суперсонікс»       | 47 | 35 | .573 | 22    | 28–12 | 18–22 | 1–1   | 12–12 |
| «Х'юстон Рокетс»          | 34 | 48 | .415 | 35    | 15–20 | 14–23 | 5–5   | 9–15  |
| «Портленд Трейл-Блейзерс» | 18 | 64 | .220 | 51    | 14–26 | 4–35  | 0–3   | 4–20  |

### Підсумкові таблиці за конференціями
| # | Східна                        | Східна | Східна | Східна |
| # | Команда                       | В      | П      | %П     |
| - | ----------------------------- | ------ | ------ | ------ |
| 1 | z-«Бостон Селтікс»            | 56     | 26     | .683   |
| 2 | y-«Балтимор Буллетс»          | 38     | 44     | .463   |
| 3 | x-«Нью-Йорк Нікс»             | 48     | 34     | .585   |
| 4 | x-«Атланта Гокс»              | 36     | 46     | .439   |
|   |                               |        |        |        |
| 5 | «Філадельфія Севенті-Сіксерс» | 30     | 52     | .366   |
| 5 | «Цинциннаті Роялс»            | 30     | 52     | .366   |
| 7 | «Клівленд Кавальєрс»          | 23     | 59     | .280   |
| 8 | «Баффало Брейвз»              | 22     | 60     | .268   |

| # | Західна                   | Західна | Західна | Західна |
| # | Команда                   | В       | П       | %П      |
| - | ------------------------- | ------- | ------- | ------- |
| 1 | z-«Лос-Анджелес Лейкерс»  | 69      | 13      | .841    |
| 2 | y-«Мілвокі Бакс»          | 63      | 19      | .768    |
| 3 | x-«Чикаго Буллз»          | 57      | 25      | .695    |
| 4 | x-«Голден-Стейт Ворріорс» | 51      | 31      | .622    |
|   |                           |         |         |         |
| 5 | «Фінікс Санз»             | 49      | 33      | .598    |
| 6 | «Сіетл Суперсонікс»       | 47      | 35      | .573    |
| 7 | «Х'юстон Рокетс»          | 34      | 48      | .415    |
| 8 | «Детройт Пістонс»         | 26      | 56      | .317    |
| 9 | «Портленд Трейл-Блейзерс» | 18      | 64      | .220    |

Легенда:
- z, y – Переможці дивізіону
- x – Учасники плей-оф

## Плей-оф
Переможці пар плей-оф позначені жирним. Цифри перед назвою команди відповідають її позиції у підсумковій турнірній таблиці регулярного сезону конференції. Цифри після назви команди відповідають кількості її перемог у відповідному раунді плей-оф.
|  | Півфінали конференції | Півфінали конференції | Півфінали конференції |          |   | Фінали конференції | Фінали конференції | Фінали конференції |  |  | Фінал НБА | Фінал НБА    | Фінал НБА |
|  |                       |                       |                       |          |   |                    |                    |                    |  |  |           |              |           |
|  | 1                     | Л.А. Лейкерс          | 4                     |          |   |                    |                    |                    |  |  |           |              |           |
|  | 3                     | Чикаго                | 0                     |          |   |                    |                    |                    |  |  |           |              |           |
|  | 3                     | Чикаго                | 0                     |          | 1 | Л.А. Лейкерс       | 4                  |                    |  |  |           |              |           |
|  | Західна конференція   |                       |                       |          | 1 | Л.А. Лейкерс       | 4                  |                    |  |  |           |              |           |
|  |                       |                       | 2                     | Мілвокі  | 2 |                    |                    |                    |  |  |           |              |           |
|  | 2                     | Мілвокі               | 2                     | Мілвокі  | 2 | 4                  |                    |                    |  |  |           |              |           |
|  | 2                     | Мілвокі               |                       |          |   | 4                  |                    |                    |  |  |           |              |           |
|  | 4                     | Голден-Стейт          | 1                     |          |   |                    |                    |                    |  |  |           |              |           |
|  |                       |                       |                       |          |   |                    |                    |                    |  |  | W1        | Л.А. Лейкерс | 4         |
|  |                       |                       | E3                    | Нью-Йорк | 1 |                    |                    |                    |  |  |           |              |           |
|  | 1                     | Бостон                | 4                     |          |   |                    |                    |                    |  |  |           |              |           |
|  | 4                     | Атланта               | 2                     |          |   |                    |                    |                    |  |  |           |              |           |
|  | 4                     | Атланта               | 2                     |          | 1 | Бостон             | 1                  |                    |  |  |           |              |           |
|  | Східна конференція    |                       |                       |          | 1 | Бостон             | 1                  |                    |  |  |           |              |           |
|  |                       |                       | 3                     | Нью-Йорк | 4 |                    |                    |                    |  |  |           |              |           |
|  | 2                     | Балтимор              | 3                     | Нью-Йорк | 4 | 2                  |                    |                    |  |  |           |              |           |
|  | 2                     | Балтимор              |                       |          |   | 2                  |                    |                    |  |  |           |              |           |
|  | 3                     | Нью-Йорк              | 4                     |          |   |                    |                    |                    |  |  |           |              |           |

## Лідери сезону за статистичними показниками
| Показник                  | Гравець             | Команда                | Результат |
| ------------------------- | ------------------- | ---------------------- | --------- |
| Очки за гру               | Карім Абдул-Джаббар | «Мілвокі Бакс»         | 34.8      |
| Підбирання за гру         | Вілт Чемберлейн     | «Лос-Анджелес Лейкерс» | 19.2      |
| Передачі за гру           | Джеррі Вест         | «Лос-Анджелес Лейкерс» | 9.7       |
| % влучань з гри           | Вілт Чемберлейн     | «Лос-Анджелес Лейкерс» | .649      |
| % влучань штрафних кидків | Джек Марін          | «Балтимор Буллетс»     | .894      |

## Нагороди НБА

### Щорічні нагороди
- Найцінніший гравець: Карім Абдул-Джаббар, «Мілвокі Бакс»
- Новачок року: Сідні Вікс, «Портленд Трейл-Блейзерс»
- Тренер року: Білл Шерман, «Лос-Анджелес Лейкерс»
- Збірна всіх зірок:

| - Перша збірна: - C Карім Абдул-Джаббар, «Мілвокі Бакс» - PF Спенсер Гейвуд, «Сіетл Суперсонікс» - SF Джон Гавлічек, «Бостон Селтікс» - PG Джеррі Вест, «Лос-Анджелес Лейкерс» - SG Волт Фрейзер, «Нью-Йорк Нікс» | - Друга збірна: - Арчі Кларк, «Балтимор Буллетс» - Боб Лав, «Чикаго Буллз» - Біллі Каннінгем, «Філадельфія Севенті-Сіксерс» - Нейт Арчибальд, «Цинциннаті Роялс» - Вілт Чемберлейн, «Лос-Анджелес Лейкерс» |

- Збірна новачків НБА:
  - Сідні Вікс, «Портленд Трейл-Блейзерс»
  - Кліффорд Рей, «Чикаго Буллз»
  - Остін Карр, «Клівленд Кавальєрс»
  - Елмор Сміт, «Баффало Брейвз»
  - ФІл Ченьє, «Балтимор Буллетс»
- Збірні всіх зірок захисту:

| - Перша збірна: - Дейв Дебушер, «Нью-Йорк Нікс» - Джон Гавлічек, «Бостон Селтікс» - Вілт Чемберлейн, «Лос-Анджелес Лейкерс» - Джеррі Вест, «Лос-Анджелес Лейкерс» - Волт Фрейзер, «Нью-Йорк Нікс» (розділили) - Джеррі Слоан, «Чикаго Буллз» (розділили) | - Друга збірна: - Пол Сілас, «Фінікс Санз» - Боб Лав, «Чикаго Буллз» - Нейт Термонд, «Голден-Стейт Ворріорс» - Норм Ван Ліер, «Чикаго Буллз» - Дон Чейні, «Бостон Селтікс» |